# Серая болезнь
«Серая болезнь» — советская сатирическая абсурдистская кинокомедия Я. Сегеля.
Премьера фильма состоялась 27 декабря 1966 года.

## Сюжет
Эпиграфом к фильму послужили слова Чехова «Равнодушие — это паралич души, преждевременная смерть».
Врачи Сперанский и Никулин вывели бациллу равнодушия. В ходе эксперимента Сперанский привил её себе — и стал равнодушным, эгоистичным, злым и невежественным.

## В ролях
- Игорь Владимиров — Сперанский
- Владимир Седов — Николай Никулин
- Лилиана Алёшникова
- Нина Меньшикова
- Нина Иванова
- Евгений Тетерин
- Зана Занони
- Валентина Сперантова
- Иван Переверзев — Барабанщиков

## Съёмочная группа
- Постановка : Я. Сегель
- Авторы сценария: А. Вейцлер, А. Мишарин, Я. Сегель
- Оператор: И. Зарафьян
- Художник: С. Серебренников
- Композитор: М. Вайнберг
- Текст романса: М. Матусовский

Во время съёмок картины режиссёр Яков Сегель получил тяжелейшую травму головы и позвоночника: когда он выбирал место для съёмок на одном из московских бульваров, его сбила машина. Он закончил картину только через два года, оправившись от болезни.